# Bildschirmschrift
Zur typografischen Gestaltung von Bildschirmmedien (Displaytypografie) liegen einerseits Bildschirmschriften vor, deren Form auf der Grundlage klassischer Satzschriften weiterentwickelt wurde (Times). Andererseits existiert eine Reihe neuer Schriftformen, die ausschließlich für die Verwendung an Displays konzipiert wurde (zum Beispiel Systemschriften, die in kleinen Schriftgraden gut darstellbar und lesbar sind). Darüber hinaus gibt es neue Schriften, die für die parallele Verwendung in Display- und Printmedien gestaltet wurden (Georgia, Verdana).
Datenbankgestützte Internet-Lösungen und die Verwendung von Content-Management-Systemen bedingen zunehmend die Verwendung von echten Bildschirmschriften. Die Weiterentwicklung klassischer Satzschriften für die Darstellung am Bildschirm auf Systemebene ist noch nicht sehr weit fortgeschritten – auch weil sich der Schriftcharakter gerade in kleinen Schriftgrößen nur sehr schwer erhalten lässt, und für viele Schriften eine Umgestaltung zur Verwendung am Monitor nicht sinnvoll ist.
Gut geeignete Bildschirmschriften die auf aktuellen Betriebssystemen von Apple und Microsoft installiert sind: Verdana, Georgia, Myriad. Von dieser Auswahl wird die Verdana als am besten lesbar eingestuft.
Andere Beispiele nach Systemen sortiert sind:
- Windows-Plattform: Minion, MS Sans Serif, Tahoma, Segoe UI

- Macintosh-Plattform: Chicago, Geneva, Monaco, New York

- Linux-Plattform: DejaVu Sans